# Dimarella mixteca
Dimarella mixteca là một loài côn trùng trong họ Myrmeleontidae thuộc bộ Neuroptera. Loài này được Miller in Miller & Stange miêu tả năm 1989.